# Heinrich Walpot

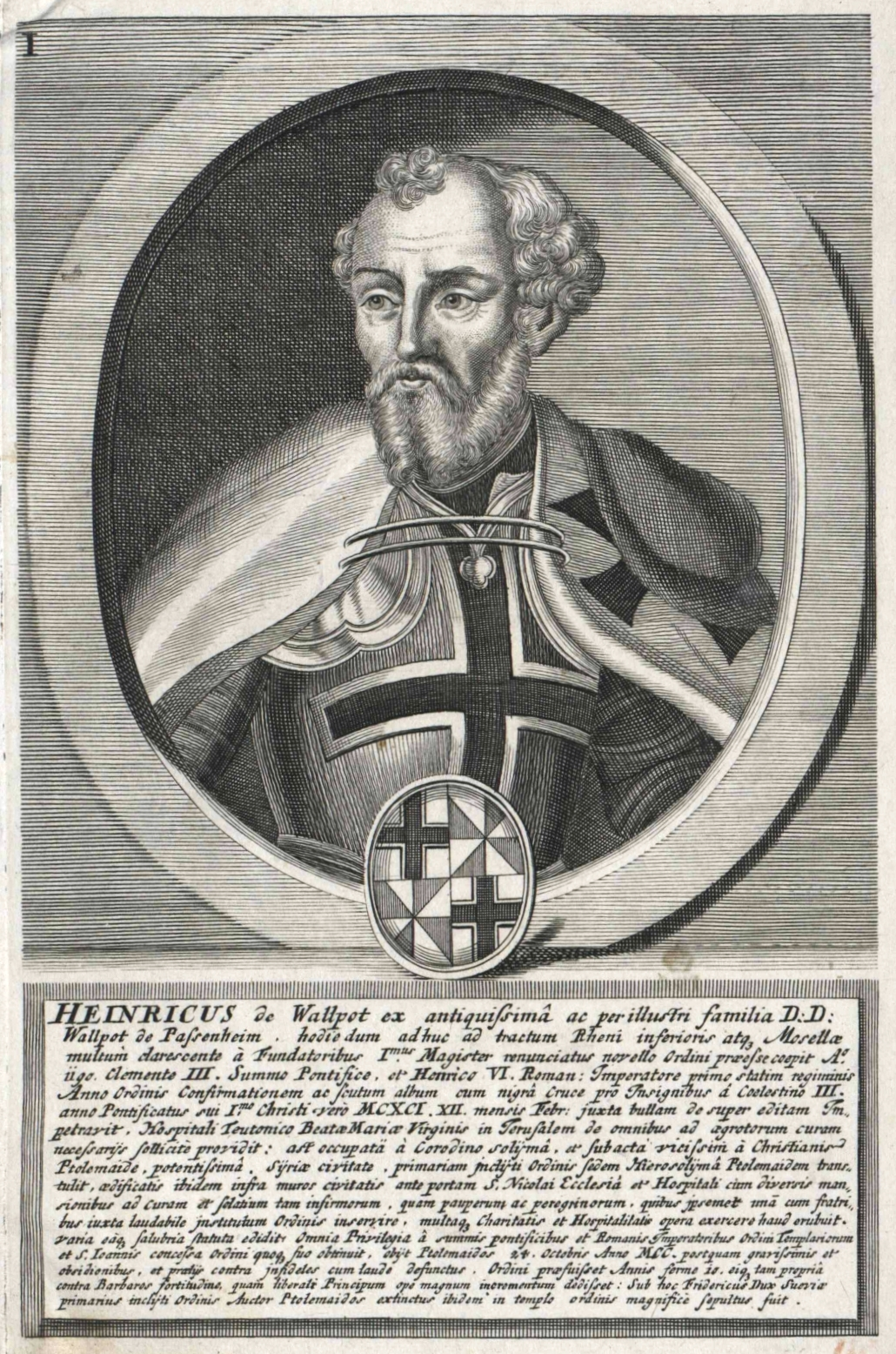
Heinrich Wallpot

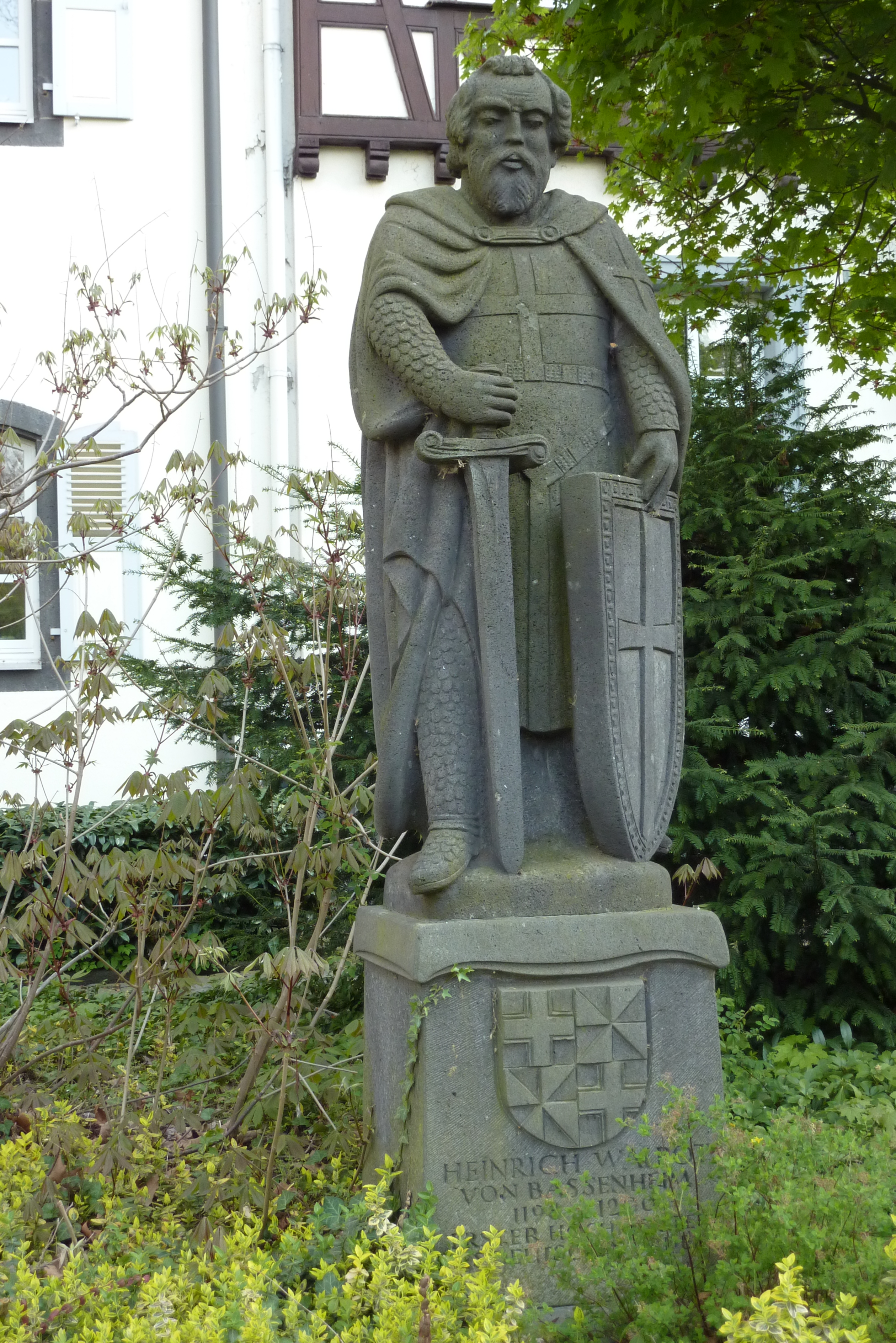
Statue des Heinrich Walpot von Bassenheim in Bassenheim

Heinrich Walpot (auch Heinrich Waldbott; † vor 1208) war der erste Hochmeister des Deutschen Ordens in der Zeit von 1198 bis spätestens 1207.

## Leben
Da es zahlreiche Familien mit dem Namen Walpot gab, war es der Forschung zumindest bis zum Jahr 1969 nicht möglich auszumachen, aus welchem Geschlecht er stammt. Die wenigen Informationen, die über ihn bekannt sind, stammen häufig lediglich aus Theorien von Historikern. Aussagen müssen daher immer wieder auf ihre ursprünglichen Quellen hin überprüft werden. Eine der älteren Theorien behauptet, dass er zur Familie der Walpot von Bassenheim gehört, einem rheinischen Ministerialengeschlecht. (Ein Siegfried Walpot von Bassenheim war später Komtur und oberster Spittler im Ordensstaat; nach ihm wurde 1386 die Stadt Passenheim in Masuren, heute polnisch Pasym, benannt.) Nach anderen Quellen solle Heinrich Walpot bürgerlicher Herkunft gewesen sein und einer Kaufmannsfamilie aus Mainz entstammen.
Der Ritterorden ging aus einer Spitalbruderschaft hervor, der schon 1196 ein gewisser Heinrich als "Preceptor" vorstand, hinter dem man den gleichen Heinrich Walpot vermuten darf. 1198 wurde er dann wohl zum ersten Hochmeister des neu kreierten Ritterordens gewählt. Auf Vermittlung von Papst Innozenz III. erhielt Heinrich 1199 von Gilbert Hérail, Großmeister der Templer, eine Kopie der Klosterregeln des Templerorden, die er für den Deutschen Orden übernahm.
Heinrich starb am 5. November (urkundlich belegt) irgendwann vor dem Jahr 1208 im Heiligen Land, als schon sein Nachfolger amtierte (das genaue Jahr ist unbekannt), und wurde dort in Akkon begraben.